# Favositida
Sous-ordre ou Ordre
Familles de rang inférieur
- Voir le texte

Les Favositida forment un sous-ordre éteint de coraux de l’ordre également éteint des Tabulata ou coraux tabulés. Fossilworks considère le taxon au niveau de l'ordre plaçant les Tabulata au rang de sous-classe.
Selon Fossilworks, il y a 3 sous-ordres, 5 familles et 2 genres non-classés:
- † Alveolitina
  -     - † Hyostragulum

  - † Alveolitidae
  - † Coenitidae
- † Favositina
- † Thamnoporina

Non-classés:
- - † Dendropora
- † Favositidae
- † Lamottiidae
- † Trachyporidae